# Lise Vidal
Lise Vidal (Marsella, 24 de noviembre de 1977–Isla de Ré, 2 de junio de 2021) fue una deportista francesa que compitió en vela en la clase Mistral.
Ganó una medalla de bronce en el Campeonato Mundial de Mistral de 1999, y cinco medallas en el Campeonato Europeo de Mistral entre los años 1999 y 2004.
Después de retirarse de la competición, trabajó como entrenadora técnica del equipo francés de vela. Falleció a los 43 años a causa de una hemorragia cerebral.

## Palmarés internacional
| \| Campeonato Mundial \| Campeonato Mundial \| Campeonato Mundial \| Campeonato Mundial \| \| Año \| Lugar \| Medalla \| Clase \| \| ------------------ \| ------------------------- \| ------------------ \| ------------------ \| \| 1999 \| Numea (Francia) \| Medalla de bronce \| Mistral \| \| Campeonato Europeo \| \| \| \| \| Año \| Lugar \| Medalla \| Clase \| \| 1999 \| Puck (Polonia) \| Medalla de oro \| Mistral \| \| 2001 \| Marsella (Francia) \| Medalla de plata \| Mistral \| \| 2002 \| Neusiedl am See (Austria) \| Medalla de bronce \| Mistral \| \| 2003 \| Palermo (Italia) \| Medalla de bronce \| Mistral \| \| 2004 \| Sopot (Polonia) \| Medalla de oro \| Mistral \| |                           |                   |         |
| Campeonato Mundial |                           |                   |         |
| Año | Lugar                     | Medalla           | Clase   |
| 1999 | Numea (Francia)           | Medalla de bronce | Mistral |
| Campeonato Europeo |                           |                   |         |
| Año | Lugar                     | Medalla           | Clase   |
| 1999 | Puck (Polonia)            | Medalla de oro    | Mistral |
| 2001 | Marsella (Francia)        | Medalla de plata  | Mistral |
| 2002 | Neusiedl am See (Austria) | Medalla de bronce | Mistral |
| 2003 | Palermo (Italia)          | Medalla de bronce | Mistral |
| 2004 | Sopot (Polonia)           | Medalla de oro    | Mistral |